# صیادان (نمایشنامه)
صیادان نمایشنامه‌‌ای از اکبر رادی است.

## خلاصه داستان
۱: بیوک، صیاد تازه واردی که در مؤسسهٔ صید ماهی استخدام شده، به‌خاطر بی‌پولی از همکارش یعقوب می‌خواهد تا پیشِ گداعلی سماک ضمانتش کند اما یعقوب که بیوک را غریبه می‌داند او را ترغیب به دزدی از انبار مؤسسه می‌کند.
۲: بیوک تُرک است و در میان صیادان یک غربتی. یعقوب او را متّهم به دزدی از انبار می‌کند و صالح، شاهد این دزدی. ایوب از صیادان می‌خواهد تا بیوک را آزار ندهند ولی ممانعت او از قسم به قرآن، دزدیش را اثبات می‌کند. یعقوب صیادان را می‌شوراند تا او را به رئیس مؤسسه لو دهند، چون ممکن است اتّهام او به هرکدام از آن‌ها وارد شود. ایوب این کار را بی‌مورد می‌داند. رامیار عاملِ نظام فتیله، رئیس مؤسسهٔ آن‌ها را به‌خاطر شراب خواری و بی‌نظمی توبیخ کرده و برای این‌که نظم و انضباطی پیدا کنند، باشگاهی ورزشی برایشان تشکیل می‌دهد. ایوب مربیی باشگاه می‌شود. از طرفی بیوک اخراج می‌گردد.
۳: اسماعیل جای بیوک می‌آید. صیادان خوشحال از حضور اسماعیل که خودی است و حالا آن‌ها یکپارچه شده‌اند، جشنی برای تأسیس باشگاه می‌گیرند اما یعقوب که اخراج بیوک و باشگاه را توطئه‌ای می‌داند، حاضر به شرکت در باشگاه نیست چون باشگاه وسیله‌ای برای پُر زورتر شدن صیادان در جهت صید بیشتر برای مؤسسه است. او ایوب را جاسوسِ نظام فتیله معرفی می‌کند. صیادان که مخالفت یعقوب را به‌خاطر ترس از لو دادنِ ایوب برای عدم حضورش در باشگاه می‌دانند، حرف‌هایش را قبول نمی‌کنند و ایوب عهد می‌کند تا زمانی که بتواند برایشان مفید باشد، در رأس باشگاه بماند.
۴: یعقوب ورزش‌کردنِ صیادان را که بیشتر به اَعمال شاقّه می‌ماند، تمسخر می‌کند. صیادان که نظم و انضباطی یافته‌اند، مورد مرحمت رامیار واقع می‌شوند تا جایی که شجاع، حکم رسمی می‌گیرد و ایوب وعده می‌دهد که اوضاع، روز به روز بهتر گردد. اما یعقوب معتقد است ایوب فقط نوچه‌اش را رو به راه کرده و برای این‌که ماهیت کارهای نظام فتیله مشخص شود، پیشنهاد می‌کند یک نفرِ دیگر از انبار دزدی کند. اسماعیل دزدی از انبار را می‌پذیرد.
۵: پس از تمام‌شدن مهلت قرارشان، لو نرفتنِ اسماعیل، حرف‌های یعقوب را بی‌اساس می‌کند. یعقوب که قمار را باخته، به میانشان می‌آید اما نبی، خشمگین یعقوب را لخت‌کرده و به‌مانند مصلوبی، بیخِ دیوار میخکوبش می‌کند. ورود رامیار مانع از حملهٔ شدید او می‌شود. رامیار، خبرِ تشکیل شرکتی تعاونی را می‌دهد. ایوب مسئول شرکت می‌گردد. پس از آن، اخراج اسماعیل، نبی را دگرگون می‌کند.
۶: صادق به‌جای اسماعیل می‌آید. یعقوب، صیادان را مجبور می‌کند برای شناساییِ خبرچین، پاکت صالح را بگردند، اما ماهی‌های گندیدهٔ داخل پاکت ـ که صالح از اضافات دفن شدهٔ پشت انبار که رویشان را با آهک می‌پوشاندند، برمی‌داشته ـ همه را شرمنده می‌کند. ایوب که حالا دیگر جای رامیار را گرفته و عطر و بارانی و تعلیمی شبیه به او دارد، در برابر التماس‌های سید همایون که دکّهٔ کوچکی دارد و تشکیل شرکت، موجب زیانش شده، نظرِ صیادان را می‌پرسد اما آن‌ها اجناس نوی شرکت را به اجناس دست دوم سید همایون ترجیح می‌دهند.
۷: یعقوب نزد سید همایون رفته و به او می‌گوید که به زودی مجبور خواهد شد دکانش را حراج کند. سید همایون با یعقوب متحد می‌شود. هر دو سراغ نجف می‌روند و او را با تحریک این‌که ایوب وضع زندگی‌اش تغییر کرده و ریاست شرکت حقّ نجف بوده نه ایوب، نجف را نیز با خود همراه می‌کنند. سپس سراغ بقیه رفته، همه را علیه ایوب می‌شورانند.
۸: تا جایی که در جلسه‌ای در قبرستان از ایوب می‌خواهند برود کنار. یعقوب پیشنهاد می‌کند صندوقی از انبار بدزدند و ایوب برای کفارهٔ گناهش باید با آن‌ها راه بیاید. هر کس با بهانه‌ای از این کار طفره می‌رود. یعقوب به ناچار خود می‌پذیرد اما روزِ قرار، دُمل پایش را بهانه کرده و نمی‌رود. جماعت، ایوب را مجبور به رفتن می‌کنند. ایوب می‌پذیرد. شجاع مانع شده، خودش جای او می‌رود.
۹: ایوب استعفا می‌دهد. رامیار، خبرِ تشکیل یک کارخانهٔ توربافی برای شغل تابستانهٔ صیادها که طرح پیشنهادیی ایوب قبل از رفتن بوده است را به آن‌ها می‌دهد. شجاع اخراج می‌گردد.